# Курия (село)
Вижте пояснителната страница за други значения на Курия.
Курия или Кория, понякога членувано Корията (на македонска литературна норма: Курија), е село в Северна Македония, в община Неготино.

## География
Селото е разположено югоизточно от Градско. 

## История
В XIX век Курия е българско селище в Тиквешка кааза на Османската империя. Според статистиката на Васил Кънчов („Македония. Етнография и статистика“) от 1900 г. Курията (Худаверди) има 213 жители българи християни.
По данни на секретаря на Българската екзархия Димитър Мишев („La Macédoine et sa Population Chrétienne“) в 1905 година в Християнски Курии (Hristianski-Kouriy) има 136 българи екзархисти.
При избухването на Балканската война в 1912 година 2 души от Курия са доброволци в Македоно-одринското опълчение.
След Междусъюзническата война в 1913 година селото попада в Сърбия.
На етническата си карта от 1927 година Леонард Шулце Йена показва Кору чифлик християн (Koru čiftl.) като българско християнско село, а Кору чифлик ислам като българо-мохамеданско (помашко).
По време на българското управление на част от Вардарска Македония през Втората световна война, на 15 април 1942 година в Курия е основано читалище „Тодор Александров“ с 23 члена-основатели, председател Георги Георгиев и секретар - Лазар Бойков.

## Личности
Родени в Курия
- Данаил Христов, български революционер, деец на ВМОРО, загинал преди 1918 г.[6]
- Димко (Диме) Коцев Бойков (1883 – след 1943), македоно-одрински опълченец, 3-та рота на 3-та солунска дружина; на 8 март 1943 година, като жител на Курия, подава молба за българска народна пенсия, която е одобрена и пенсията е отпусната от Министерския съвет на Царство България[7]
- Йордан Ташов, български свещеник и революционер, деец на ВМОРО, загинал преди 1918 г.[6]